# Bobula János (építész, 1871–1922)
Ifjabb Bobula János, kis- és nagy piaskai és zagajowi (Pest, 1871. február 24. – Budapest, 1922. május 5.) szlovák származású magyar építészmérnök, id. Bobula János fia, Bobula Titusz fivére, Bobula Ida történész apja.

## Életpályája
1893-ban a József Műegyetemen építészmérnöki oklevelet szerzett, majd észak-amerikai és angliai tanulmányútjairól hazatérve Budapesten nyitott tervezőirodát. Elsősorban templomokat és kórházakat tervezett. A Magyar Építőművészek Szövetsége egyik alapítója volt. Egy ideig a Budapesti Építészeti Szemle szerkesztőjeként működött.

## Ismert épületei
- 1895: Fenyvessy-villa, Pápa[4]

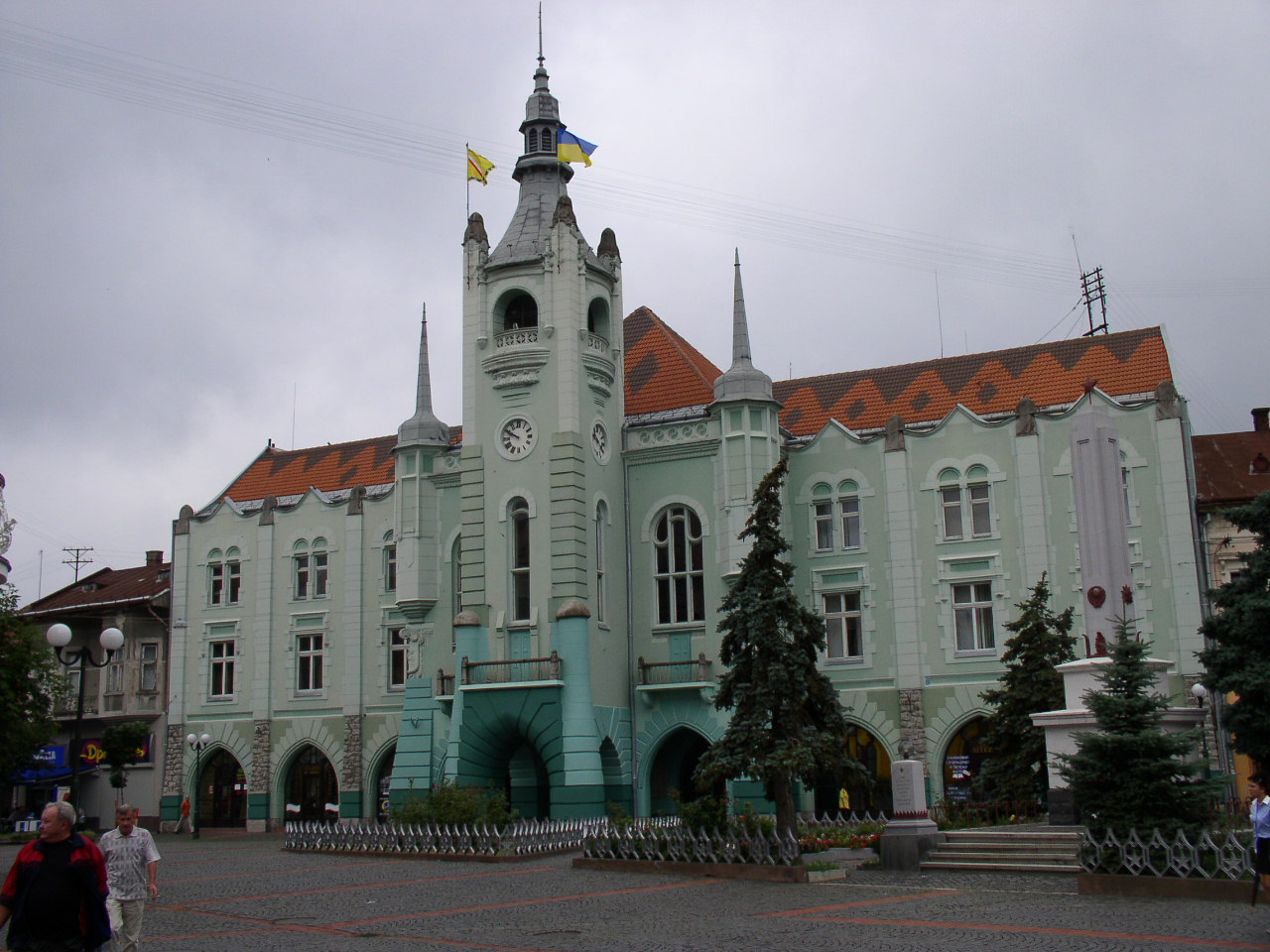
Városháza, Munkács

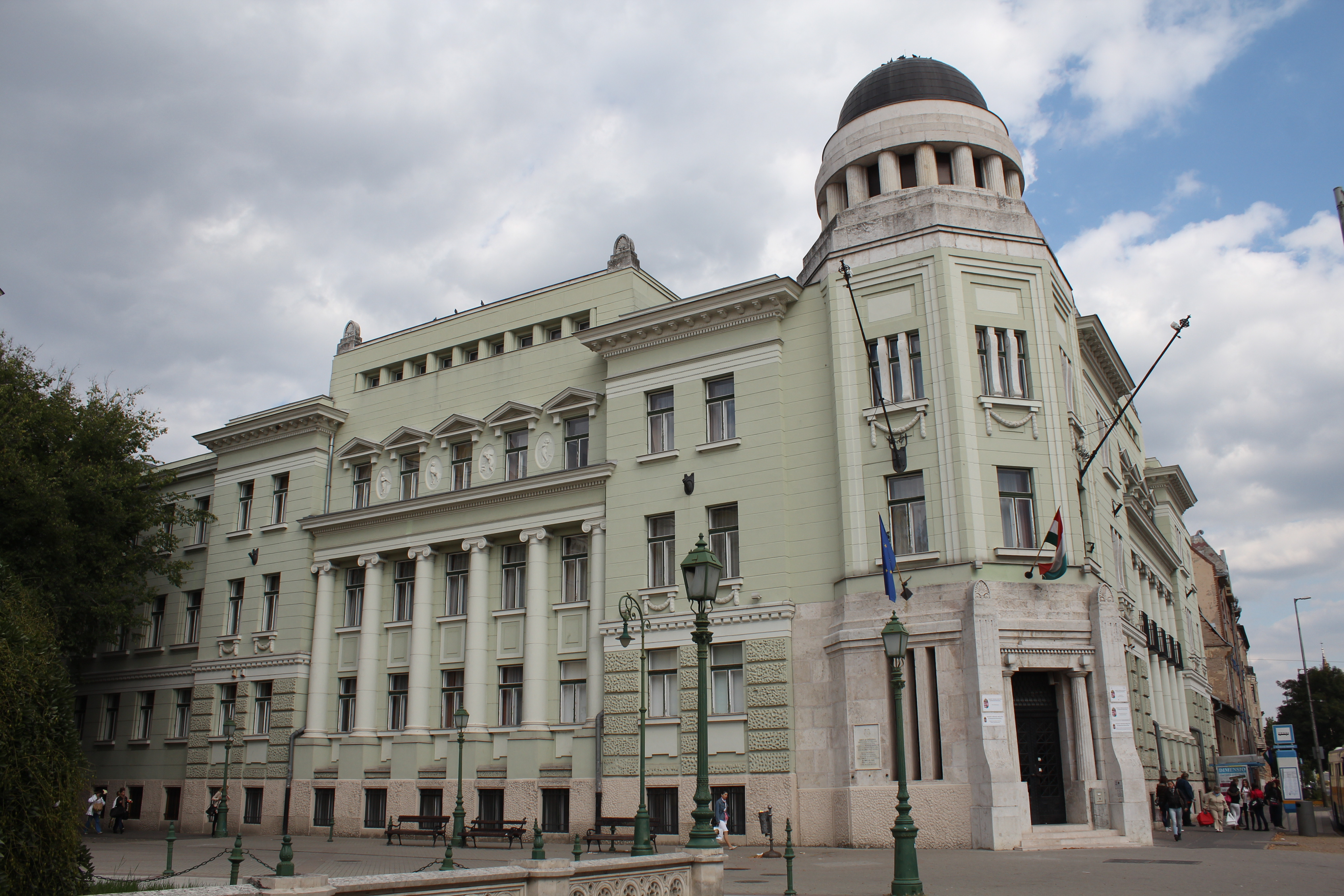
Pénzügyi palota, Debrecen

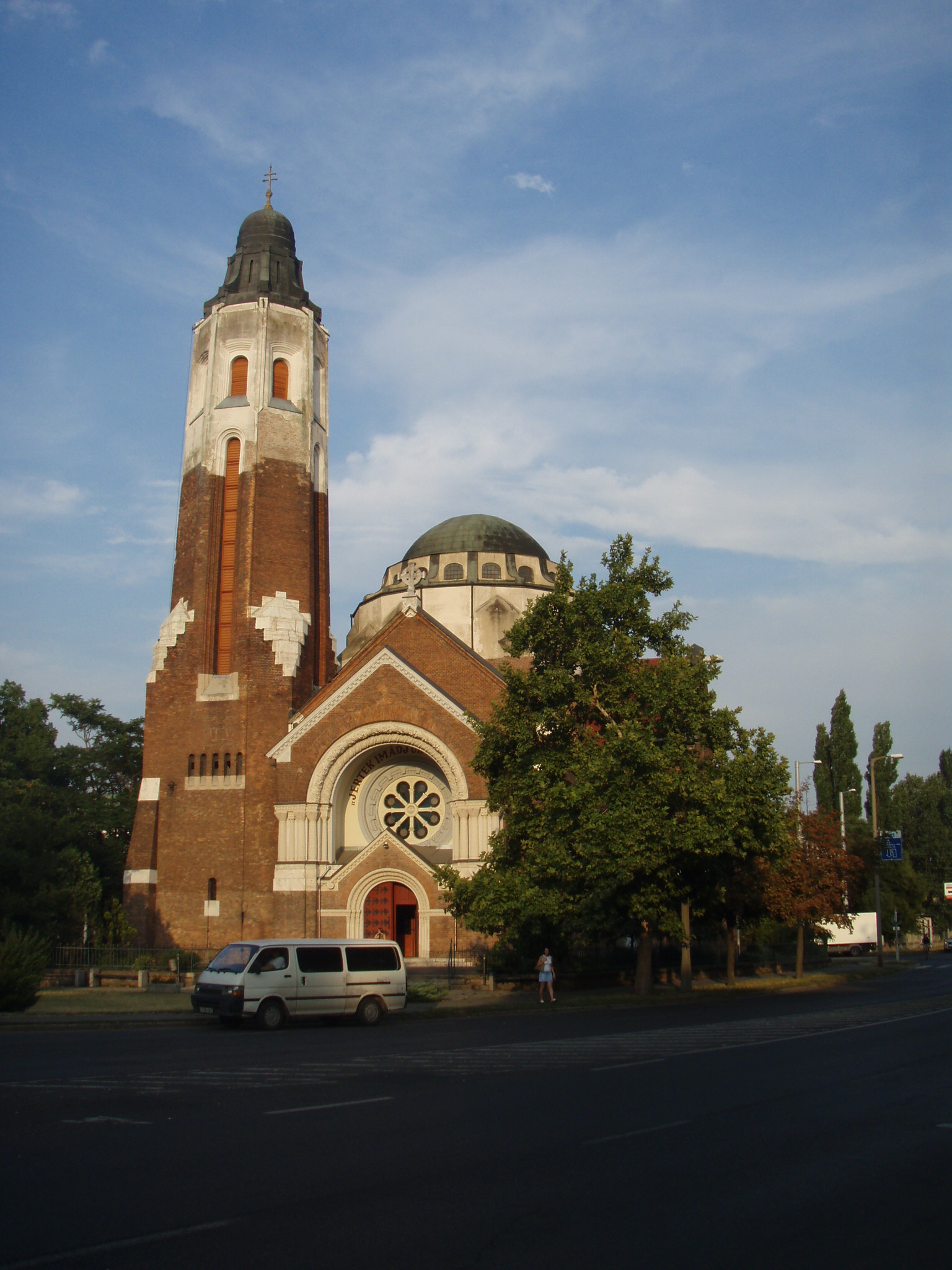
Görögkatolikus templom, Debrecen

- 1896: Korányi-villa, Balatonföldvár, Petőfi Sándor utca 13.[4][5]
- 1896: közkórház, Nyíregyháza[4]
- 1901: a Barcsay utcai Gimnázium bővítése (ma: Madách Imre Gimnázium), Budapest, Barcsay u. 5. (az épületet egyébként édesapja, idősebb Bobula János tervezte 1889-ben)[6]
- 1903–1904: városháza, Munkács[7]
- 1907–1910: görög katolikus templom, Debrecen, Attila tér 1.[8]
- 1909: lakóház, Budapest, Delej utca 37.[9]
- 1911: lakóház, Budapest, 1088 Vas utca 5.[10]
- 1912–1914: Pénzügyi Palota, Debrecen, Kossuth utca 12-14.[11]
- 1913–1931: Postapalota, Debrecen, Hatvan utca 5–7. (Bobula kezdte el az épület tervezését, de a munkálatok elhúzódtak. Bobula halála után, 1925-től Münnich Aladár fejezte be az épületet.)[8][12]
- ?: Reuss-kastély, Mezőlaborc[4]
- ?: Erdődy-kastély, Tiszaluc[4]
- ?: Vay-kastély, Berkesz[4]
- ?: Sigray-kastély, Ivánc[4]
- ?: zsinagóga, Kunszentmiklós[4]
- ?: református templom, Futak[4]
- ?: római katolikus templom, Szabadka[4]
- ?: római katolikus templom, Lackavágás[4]
- ?: görögkatolikus templom, Ungvár[4]
- ?: görögkatolikus templom, Csertész[4]
- ?: közkórház, Szabadka[4]
- ?: közkórház, Kézdivásárhely[4]

### Tervben maradt épületek
- 1899: Áru- és Értéktőzsde, Budapest[4][13]
- 1904: Egyetemi könyvtár, Kolozsvár[4]
- 1909: szálloda, Szamosújvár (I. díj)[14]
- 1909: vágóhíd, Szamosújvár (I. díj)[14]
- 1909: Református püspöki palota, Debrecen[15]
- 1913: erdőigazgatósági székház, Besztercebánya[16]
- ?: Pénzügyminisztérium, Budapest, Budai vár[4]
- ?: Városháza, Marosvásárhely[4]
- ?: Fürdő, Vízakna[4]
- ?: Közkórház, Brassó[4]

## Egyéb irodalom
- Gerle János – Kovács Attila – Makovecz Imre: A századforduló magyar építészete. Szépirodalmi Könyvkiadó, Budapest, 1990, ISBN 963-15-4278-5